# Arany Legenda
Az Arany Legenda  (latin: ’Legenda aurea’ vagy ’Legenda sanctorum’) a 13. században Jacopo da Voragine által összeállított legendagyűjtemény. Körülbelül százötven szent vagy szentcsoport  „életéről” mesél. A késő középkorban széles körben olvasták Európában. 
A szövegből több mint ezer kézirat maradt fenn. Valószínűleg 1259 és 1266 között állították össze, bár a szöveget az évszázadok során kiegészítették.
Jelentős művelődéstörténeti szerepet töltött be, nagy hatással volt az európai népek középkori tudományosságára, irodalmára. A középkor végére szinte minden fontosabb európai nyelvre lefordították.
Hatása kimutatható az egykorú magyar irodalomban is, az Érdy-kódex erre épül, illetve egyes részeinek fordítása megtalálható a Kazinczy-kódexben.

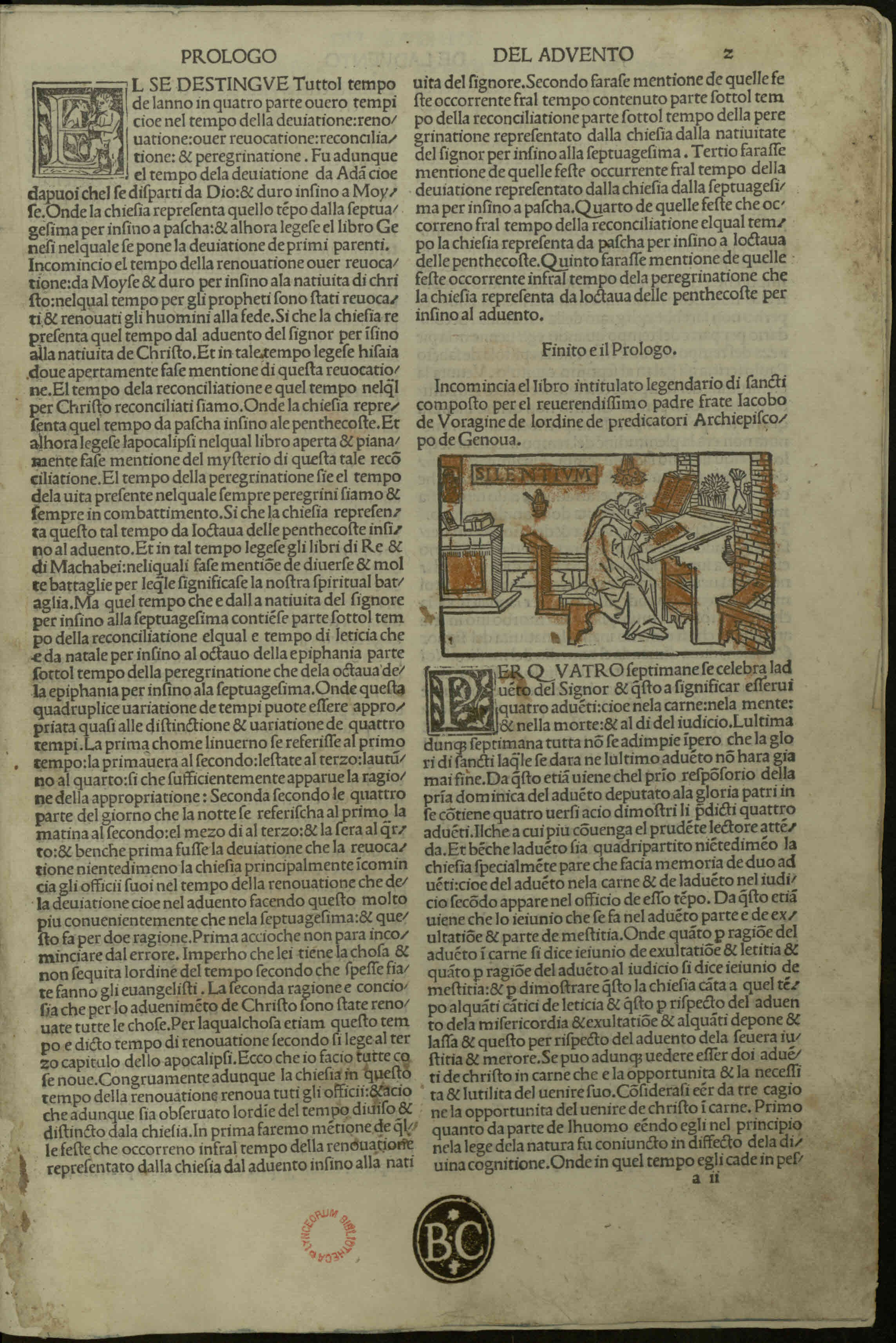
Legenda Aurea, 1499.

Számos festő feldolgozta ezt a legendát, többek között Tommaso da Modena 1355 körül, valamint Hans Memling flamand festő 1489-ben, híres Szent Orsolya ereklyéje című képén. Hasonlóan Vittore Carpaccio művészetében jelentős szerepe van a mondakincs inspirálta téma feldolgozásában.[forrás?]

## Magyar nyelvű válogatások
- Arany legenda; vál., ford., előszó W. Petrolay Margit; Officina, Bp., 1942 (Officina könyvtár)
- Jacobus de Voragine: Legenda Aurea (vál., az előszót, a jegyzeteket és a mutatókat Madas Edit kész., a képeket Wehli Tünde vál., ford. Veszprémy László et al.), Helikon Könyvkiadó, Budapest, 1990, ISBN 963-2080-57-2, 333 p., online